# Domaslavice (Bílá)
Domaslavice je malá vesnice, část obce Bílá v okrese Liberec. Nachází se asi 2,5 kilometru severozápadně od Bílé, při potoce Rašovka. Domaslavice leží v katastrálním území Vlčetín u Bílé o výměře 4,15 km².

## Historie
První písemná zmínka o vesnici pochází z roku 1548.